# Stanisław Linowski
Stanisław Linowski herbu Pomian – podstoli wschowski w latach 1757–1761, skarbnik poznański w latach 1746–1757.
Elektor Stanisława Leszczyńskiego z województwa kaliskiego w 1733 roku.